# Lelis Trajano
Lelis José Trajano (São Paulo, 11 de junho de 1979) é um empresário, religioso e político brasileiro.

## Biografia
Pastor Superintendente Nacional das Igrejas Comunhão Plena, tem participado das atividades da igreja desde a sua fundação, em 1999. Também é diretor-geral da Rádio Musical FM 105,7 e da Full Life Gravadora.
Foi eleito deputado estadual por São Paulo pelo Partido Social Cristão em 2006. Tentou se reeleger nas Eleições estaduais de São Paulo em 2010, mas não obteve êxito. Em 2012, candidatou-se a vereador nas eleições municipais em São Paulo, pelo Partido Social Liberal, mas não foi eleito.